# Корниловка (Акбулацький район)
Корни́ловка (рос. Корниловка) — селище у складі Акбулацького району Оренбурзької області, Росія.

## Населення
Населення — 102 особи (2010; 198 у 2002).
Національний склад (станом на 2002 рік):
- казахи — 47 %
- росіяни — 30 %